# Лубе (Польща)
Лубе (пол. Łubie, нім. Hohenlieben) — село в Польщі, у гміні Зброславиці Тарноґурського повіту Сілезького воєводства.
Населення — 762 особи (2011).
У 1975-1998 роках село належало до Катовицького воєводства.

## Демографія
Демографічна структура станом на 31 березня 2011 року:
|          | Загалом | Допрацездатний вік | Працездатний вік | Постпрацездатний вік |
| -------- | ------- | ------------------ | ---------------- | -------------------- |
| Чоловіки | 390     | 56                 | 269              | 65                   |
| Жінки    | 372     | 71                 | 212              | 89                   |
| Разом    | 762     | 127                | 481              | 154                  |